# Warhammer 40,000: Rites of War
Warhammer 40,000: Rites of War est un jeu vidéo de stratégie au tour par tour développé par DreamForge Intertainment et publié par Strategic Simulations en juin 1999. Le jeu est basé sur le moteur de Panzer General II et prend place dans l’univers de Warhammer 40,000.

## Système de jeu
Rites of War est un wargame qui s’appuie sur le moteur de jeu de Panzer General II pour simuler des affrontements dans l’univers de Warhammer 40 000. Le joueur y commande ses unités au tour par tour lors de missions qui l’opposent à deux autres factions. Le jeu propose une campagne de 24 missions, dans laquelle le joueur commande les Eldars. Il propose également des scénarios solo ou multijoueur qui impliquent les Eldars, l’Imperium et les Tyranides. Il dispose enfin d’un éditeur de scénarios.
Les unités disponibles pour les trois factions du jeu sont pour la plupart identiques à celles présentent dans le jeu de figurines Warhammer 40 000. Certaines unités sont cependant absentes du jeu, comme les titans, la majorité des chars d’assaut de l’Empire et les différentes formes d’appui aérien. D’autres, comme les hybrides entre humains et tyranides ou les harlequins Eldars, font au contraire leur retour après avoir disparu du jeu de figurine. De nombreuses unités disposent de capacités spéciales. Les archontes des Eldars possèdent ainsi des pouvoirs psychiques et les banshees peuvent paralyser un adversaire. Ces capacités sont inspirées de leurs équivalents dans le jeu de figurine, mais toutes les règles spéciales de ce dernier ne sont pas présentes dans le jeu. Comme dans le jeu de figurine, chaque unité est caractérisée dans une dizaine de catégorie. Au fur et à mesure des missions, les unités gagnent de l’expérience et peuvent récupérer des artefacts, qui augmentent leur efficacité.

## Accueil
| Rites of War    |      |       |
| Média           | Pays | Notes |
| Cyber Stratège  | FR   | 3.5/5 |
| Eurogamer       | US   | 8/10  |
| Game Revolution | US   | B     |
| GameSpot        | US   | 59 %  |
| IGN             | US   | 61 %  |